# Odchylenie sensoryczne
Odchylenie sensoryczne – jeden z mechanizmów wyboru partnera i doboru płciowego, związany z silną reakcją osobników płci dokonującej wyboru partnera na bodźce ponadnormatywne, która poprzedza pojawienie się danej adaptacji u drugiej płci.

## Podstawy – dobór płciowy
Pojęcie doboru płciowego wprowadzone zostało przez Karola Darwina dla wyjaśnienia różnic w osobnikach odmiennej płci, sprawiających często wrażenie niezwykłych czy wręcz ekstremalnych.
Dobór płciowy wynika z odmiennych strategii stosowanych przez samce i samice. Te pierwsze produkują wielkie ilości gamet, wkładając w ich tworzenie niewiele energii. Mogą przez to rozmnażać się z wielką liczbą samic i nie muszą w takim wypadku zwracać szczególnej uwagi na wyposażenie genetyczne samic. W przypadku tych ostatnich sytuacja prezentuje się zupełnie inaczej. Produkują one komórki jajowe, a więc gamety zaopatrzone w materiał odżywczy, których produkcja wymaga znacznie większej energii. W efekcie samica może rozmnażać się z ograniczoną liczbą samców. Wybór samca o miernym materiale genetycznym ma więc dla niej znaczące konsekwencje. Dobór płciowy obejmuje wiele różnorodnych mechanizmów, w tym między innymi walki międzyosobnicze, konkurencję między plemnikami i wybór partnera.
Jako że samica kopulować może z ograniczoną liczbą samców, to ona wybiera partnera, choć zdarzają się wyjątki w sytuacjach, gdy samiec wkłada w rozród więcej energii, niż samica. Sytuację taką opisano u płatkonogów płaskodziobych, w przypadku których to samiec sprawuje opiekę rodzicielską. Wybór samca przez samicę przebiega na ogół wedle jednego z czterech mechanizmów, oprócz odchylenia sensorycznego zaliczają się doń bezpośrednie oraz pośrednie korzyści z wyboru partnera oraz koewolucja antagonistyczna.

## Działanie odchylenia sensorycznego

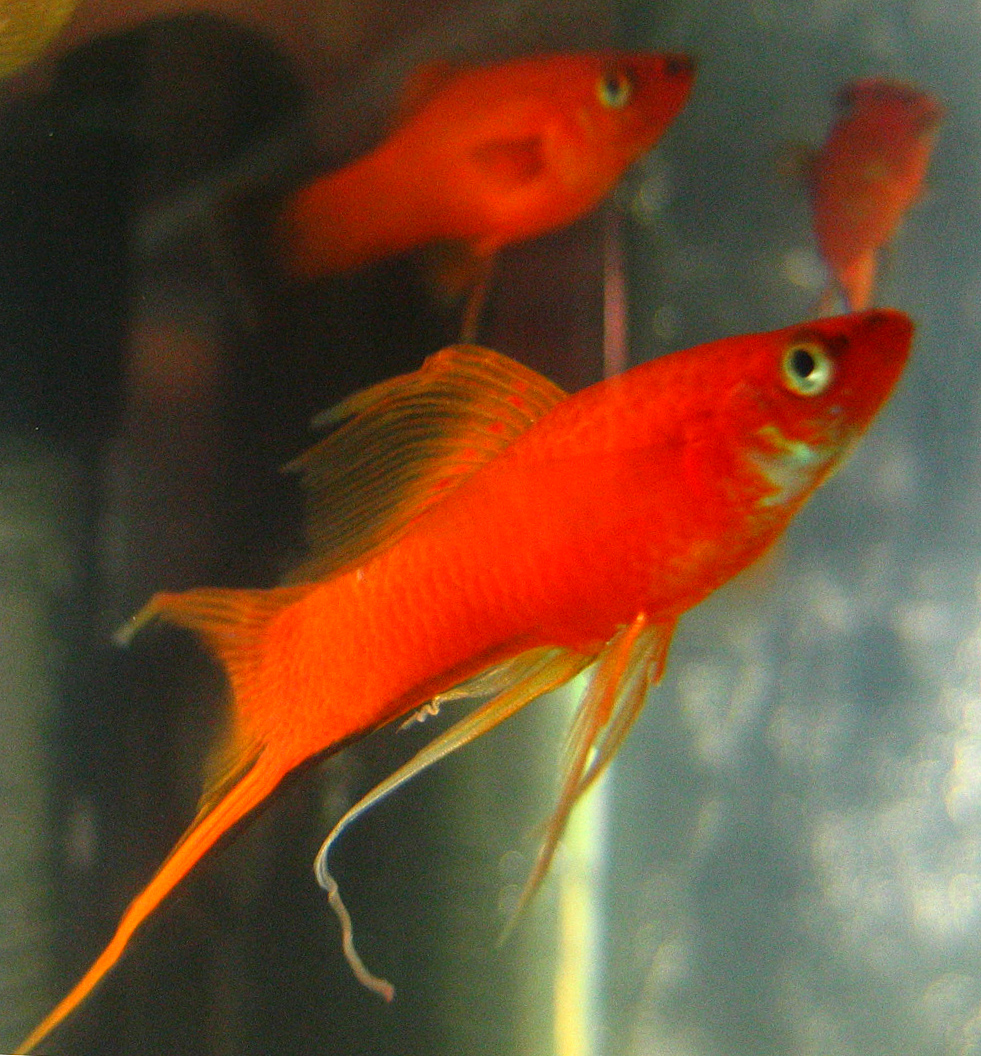
Samiec mieczyka Hellera (Xiphophorus hellerii) cechuje się mieczykowatym ogonem, który stanowi atrakcję dla samic tego gatunku

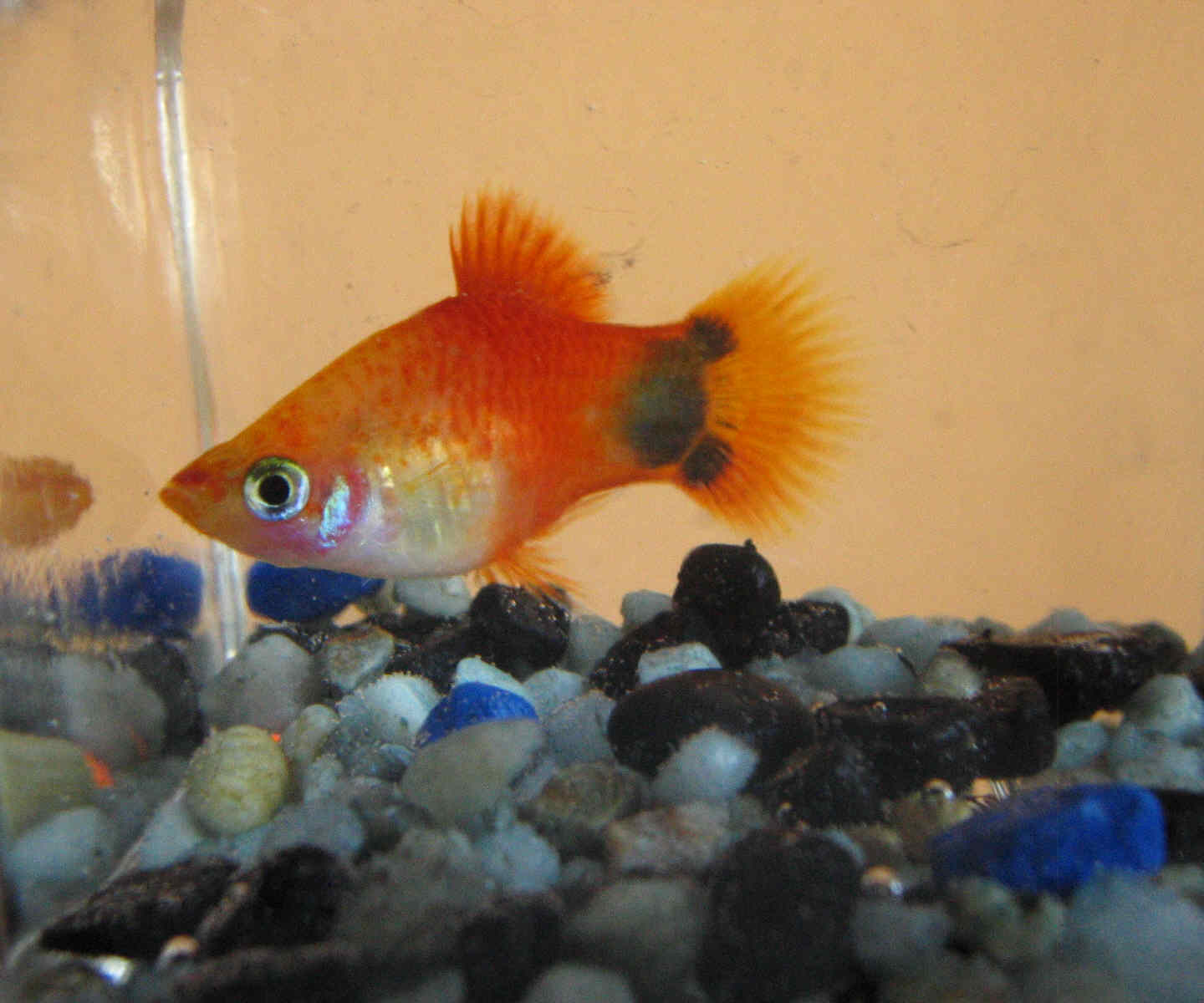
Samiec zmienniaka plamistego (Xiphophorus maculatus) nie ma mieczykowatego ogona.

Mechanizm odchylenia sensorycznego polega na istnieniu u płci dokonującej wyboru partnera preferencji pierwotnej w stosunku do rozwinięcia się wybieranej cechy u drugiej płci.
Okazuje się, że niektóre cechy mają dla pewnych osobników charakter stymulujący, to znaczy wywołują silniejszą odpowiedź tych osobników z powodu budowy i funkcjonowania ich układu nerwowego. Ich układ nerwowy działa w ten sposób, że na pewne cechy reaguje silniej, pewne cechy postrzega silniej. Cechy te noszą nazwę bodźców ponadnormatywnych, są to bodźce o intensywności większej, niż te najczęściej spotykane. Istnienie takich reakcji jest naturalną konsekwencję funkcjonowania układu nerwowego i pojawia się również w symulacjach sieci neuronowych na komputerach.
Badania filogenetyczne potwierdziły, że preferencje takie rzeczywiście istnieją u samic niezależnie od występowania cechy u samców. Przykład stanowią ryby piękniczkowate z rodzajów Xiphophorus i Priapella. Otóż u niektórych gatunków z rodzaju Xiphophorus samce rozwijają wydłużony ogon, mieczykowatego kształtu. Samice pozytywnie wartościują samców o takich ogonach. Futuyma cytuje tutaj badania Aleksandry Basolo. Badaczka przyczepiała sztuczny ogon samców Xiphophorus samcom z gatunków niewykształcających mieczykowatego ogona. Zaobserwowano, że samice uznawały za bardziej atrakcyjne samce z plastikowym ogonem. Cecha mieczykowatego ogona wydawała im się bardziej atrakcyjna, mimo że w ogóle u tego gatunku wcześniej nie występowała. Kolejne badania wykonano z udziałem blisko spokrewnionego rodzaju Priapella. Samice tego rodzaju reagowały na samce z przyczepionym mieczykiem jeszcze mocniej, niż samice z gatunków Xiphophorus o naturalnie długoogonowych samcach. Posobna sytuacja występuje u pająków z rodzaju Schizocosa, których samice oceniają atrakcyjność samców w zależności od owłosienia ich odnóży.
Z przedstawionych badań wynika następujący scenariusz rozwoju cechy podlegającej doborowi płciowemu. W populacji ancenstralnej nie ma ani preferencji związanej z odchyleniem sensorycznym, ani pozytywnie wartościowanej cechy. Pierwsza pojawia się preferencja, nie ma ona charakteru adaptacyjnego, wynika z innych cech układu nerwowego. Następnie w populacji zachodzi mutacja, wskutek czego pojawia się u jakiegoś osobnika cecha będąca bodźcem ponadnormatywnym. Wywiera ona znaczny wpływ na płeć przeciwną i dlatego rozprzestrzenia się w populacji